# Shivers/Dive Position
Trzeci singel wydany pod szyldem The Boys Next Door w 1979 roku. Płytę wydano 7" formacie. Utwory zawarte na płycie to:
1. Shivers
2. Dive Position